# Wilfred Baddeley

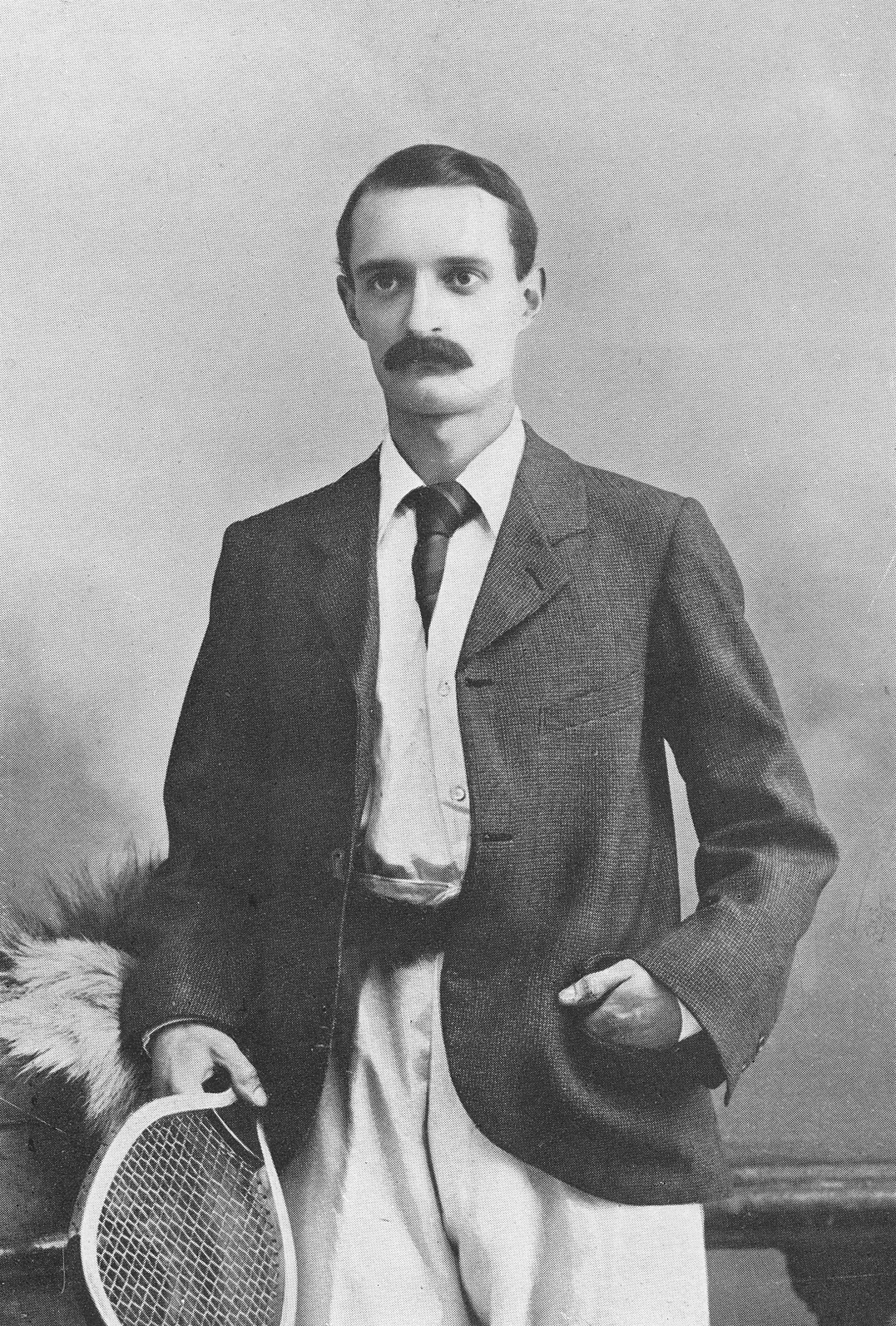
Baddeley (vor 1903)

Wilfred Baddeley (* 11. Januar 1872 in Bromley, England; † 24. Januar 1929 in Menton, Frankreich) war ein britischer Tennisspieler.

## Karriere
Baddeley gewann Ende des 19. Jahrhunderts drei Mal das Herreneinzel in Wimbledon und stand drei weitere Male im Finale. Bei seinem ersten Sieg im Endspiel über Joshua Pim im Jahr 1891 war er nur 19 Jahre, 5 Monate und 20 Tage alt. Erst 1985 löste ihn Boris Becker mit 17 Jahren und 225 Tagen als jüngster Wimbledon-Sieger aller Zeiten ab. Im Jahr darauf gewann er das Finale erneut gegen Pim, 1895 konnte er über Wilberforce Vaughan Eaves triumphieren. 1897 trat er zuletzt in Wimbledon an.
Zusammen mit seinem Zwillingsbruder Herbert Baddeley bildete er das erfolgreichste Doppel der 1890er Jahre. Allein das Turnier von Wimbledon konnten beide in dieser Zeit vier Mal gewinnen. 
Von 1913 bis 1919 war Baddeley Präsident der Badminton Association of England.

## Titel

### Einzel
| Nr. | Jahr | Turnier                            | Finalgegner               | Ergebnis                 |
| --- | ---- | ---------------------------------- | ------------------------- | ------------------------ |
| 1.  | 1888 | East Grinstead                     | William John Down         | 7:5, 6:3                 |
| 2.  | 1890 | Sussex Championships               | Horace Chapman            | 6:4, 6:2, 2:6, 7:5       |
| 3.  | 1891 | Wimbledon Championships            | Joshua Pim                | 6:4, 1:6, 7:5, 6:0       |
| 4.  | 1892 | Wimbledon Championships            | Joshua Pim                | 4:6, 6:3, 6:3, 6:2       |
| 5.  | 1893 | South of England Championships     | Harry Barlow              | 7:5, 6:0, 6:1            |
| 6.  | 1894 | Northern Association Championships | Joshua Pim                | 4:6, 11:9, 4:6, 6:3, 6:4 |
| 7.  | 1895 | Northern Association Championships | Herbert Baddeley          | 6:8, 6:2, 6:4, 1:0 r.    |
| 8.  | 1895 | Wimbledon Championships            | Wilberforce Vaughan Eaves | 4:6, 2:6, 8:6, 6:2, 6:3  |
| 9.  | 1895 | South of England Championships     | George Whiteside Hillyard | 6:3, 7:9, 7:5 r.         |
| 10. | 1896 | Sussex Championships               | Reginald Doherty          | 6:1, 6:2, 6:3            |
| 11. | 1896 | Irische Meisterschaften            | Harold Mahony             | 6:1, 6:2, 3:6, 6:3       |

### Doppel
| Nr. | Jahr | Turnier                 | Partner          | Finalgegner                            | Ergebnis                |
| --- | ---- | ----------------------- | ---------------- | -------------------------------------- | ----------------------- |
| 1.  | 1891 | Wimbledon Championships | Herbert Baddeley | Joshua Pim Francis Owen Stoker         | 6:1, 6:3, 1:6, 6:2      |
| 2.  | 1894 | Wimbledon Championships | Herbert Baddeley | Harry Sibthorpe Barlow Charles Martin  | 5:7, 7:5, 4:6, 6:3, 8:6 |
| 3.  | 1895 | Wimbledon Championships | Herbert Baddeley | Ernest Lewis Wilberforce Vaughan Eaves | 8:6, 5:7, 6:4, 6:3      |
| 4.  | 1896 | Wimbledon Championships | Herbert Baddeley | Reginald Doherty Harold Adair Nisbet   | 1:6, 3:6, 6:4, 6:1, 6:1 |
| 5.  | 1896 | Irische Meisterschaften | Herbert Baddeley |                                        |                         |
| 6.  | 1897 | Irische Meisterschaften | Herbert Baddeley |                                        |                         |